# Alberto di Chiavari
Alberto di Chiavari (1250 – 1300) è stato un religioso italiano, appartenente all'ordine dei domenicani.
Dopo studi in Francia, venne eletto Maestro Generale dei Domenicani da Papa Bonifacio VIII.
Contrastò nel 1300 la bolla Super cathedram, che limitava l'autonomia dei domenicani.
Commentò i maestri filosofi antichi.